# جانيت نيوبيري
جانيت نيوبيري (بالإنجليزية: Janet Newberry)‏ مواليد 6 أغسطس 1953 في لوس أنجلوس، هي لاعبة كرة مضرب أمريكية سابقة بدأت مسيرتها كمحترفة عام 1971 وكانت تلعب باليد اليمنى، اعتزلت اللعب في 1984.

## روابط خارجية
- جانيت نيوبيري على موقع رابطة محترفات التنس (الإنجليزية)
- جانيت نيوبيري على موقع الاتحاد الدولي لكرة المضرب (الإنجليزية)
- جانيت نيوبيري على موقع كأس بيلي جين كينغ (الإنجليزية)
- جانيت نيوبيري على موقع بطولة ويمبلدون (الإنجليزية)
- جانيت نيوبيري على موقع خلاصة التنس.كوم (الإنجليزية)